# Nifédipine
La nifédipine est une dihydropyridine antagoniste du calcium  (voir aussi : Inhibiteur calcique). Ses indications principales sont l'angine de poitrine (en particulier l'angine de Prinzmetal) et l'hypertension artérielle, bien que de nombreuses autres indications y aient été ajoutées récemment, telles que la maladie de Raynaud, etc.

## Divers
La nifédipine fait partie de la liste des médicaments essentiels de l'Organisation mondiale de la santé (liste mise à jour en avril 2013).